# Taiwanese stinkslang
De Taiwanese stinkslang of gekielde klimslang (Elaphe carinata) is een niet-giftige slang uit de familie toornslangachtigen en de onderfamilie Colubrinae.

## Naam en indeling
De wetenschappelijke naam van de soort werd voor het eerst voorgesteld door Albert Günther in 1864. Oorspronkelijk werd de wetenschappelijke naam Phyllophis carinata gebruikt. De slang is in het verleden onder verschillende geslachten gebracht, zoals Coluber en Spaniopholis.
De soortaanduiding carinata betekent vrij vertaald 'voorzien van een kiel' en slaat op de van opstaande richeltjes voorziene schubben.

### Ondersoorten
De soort wordt verdeeld in twee ondersoorten die onderstaand zijn weergegeven, met de auteur en het verspreidingsgebied. Een derde ondersoort, Elaphe carinata deqenensis, wordt tegenwoordig niet meer erkend.
| Naam                          | Auteur        | Verspreidingsgebied           |
| ----------------------------- | ------------- | ----------------------------- |
| Elaphe carinata carinata      | Günther, 1864 | Vietnam, Taiwan, China, Japan |
| Elaphe carinata yonaguniensis | Takara, 1962  | Japan, Taiwan                 |

## Uiterlijke kenmerken
De kleur van deze slang is meestal zeer donkerbruin tot zwart met een gele snuitpunt en keel. Deze soort wordt maximaal 240 centimeter lang maar blijft meestal ruim onder de twee meter. Van de kop tot ongeveer halverwege het lichaam loopt een gele, witte of rode dunne bandering en soms een nettekening die voor de cloaca ophoudt en veranderd in een lichte spikkeling. Jongere slangen zijn roze tot bruin van kleur en er zijn in de handel in exotische dieren al vele bonte kleurvariaties gekweekt. In de natuur zouden deze variaties waarschijnlijk geen schijn van kans maken omdat ze te veel opvallen.

## Levenswijze
Zoals alle rattenslangen uit dit geslacht staan voornamelijk kleine knaagdieren op het menu, maar ook andere slangen worden eerst gewurgd en daarna opgegeten. Ook vogels en hun eieren worden buitgemaakt. De gekielde klimslang is zowel dagactief als 's nachts actief en klimt nog weleens in een boom maar jaagt meestal kruipend over de grond. Zoals wel meer slangen waaronder de ringslang (Natrix natrix) heeft deze soort klieren rond de anus die een stinkende vloeistof afscheiden als de slang wordt vastgepakt. Bijten doet deze soort ook maar laat geen echte wonden na.
De vrouwtjes zetten zes tot zeventien eieren af die een incubatietijd hebben van veertig tot zestig dagen.

## Verspreiding en habitat
De Taiwanese stinkslang voor in delen van Azië en leeft in de landen Vietnam, Taiwan, China, Japan.
De habitat bestaat uit tropische en subtropische bossen, scrublands, open delen van bossen en bamboebossen. Ook in door de mens aangepaste streken zoals stedelijke gebieden kan de slang worden gevonden. De Taiwanese stinkslang leeft op een hoogte van zeeniveau tot ongeveer 3200 meter boven zeeniveau.